# علل بروز کمردرد

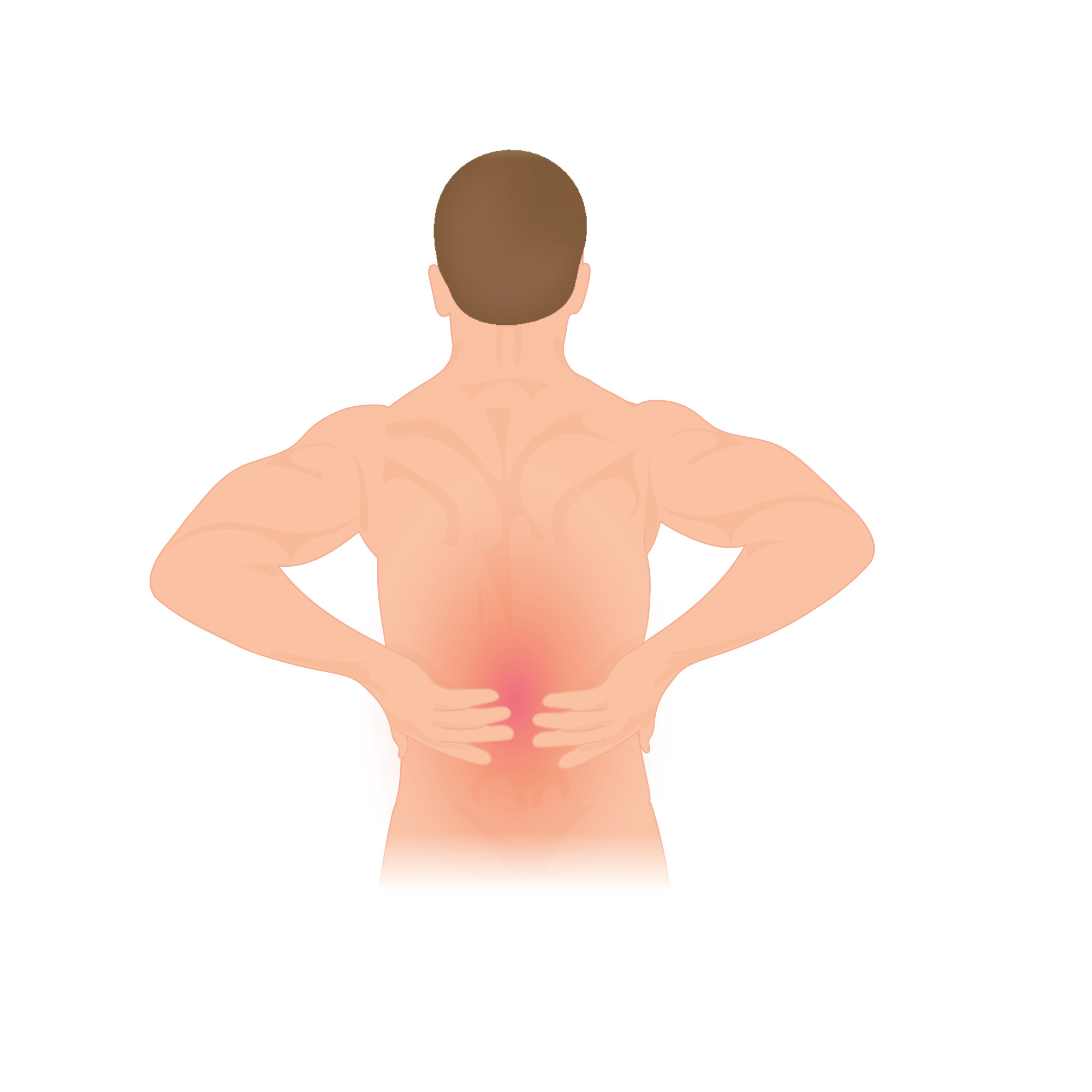
کمردرد

تقریبا تمام انسانها در طول زندگی خود حداقل یک بار کمردرد ( low back pain) را تجربه می نمایند. اما دلیل اصلی آن همچنان محل مناقشه است. در طول تاریخ تئوری های مختلفی برای تبیین علل کمردردبه وجود آمده است اما همچنان این تئوری ها پاسخگوی علت واقعی بروز کمردرد نیست. اکنون شاخص ترین تئوری در این زمینه تئوری میکستر بارت است که علت بروز کمردرد را دیسکوپاتی و تغیر شکل دیسک بین مهره ای  می داند بر حسب این تئوری این دیسک تغییر شکل یافته با فشار بر روی ریشه های عصب کنترل کننده پا درد هار رادیکلوپاتی را به وجود می آورد. اما در طول تاریخ نظریه های مختلفی در این زمینه به وجود آمده است.

## تاریخچه نظریه های کمردرد

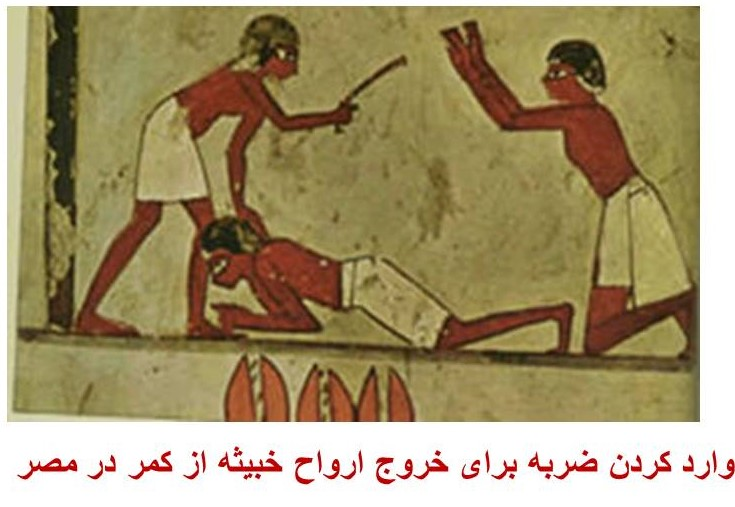
کمردرد در مصر

مصریان باستان به ارتباط مستقیمی بین آسیب دیدگی ستون فقرات و دردهای اندام تحتانی اشاره میکنند. اما در مورد علت بروز این دردها در متون مصری دلیلی مشاهده نمی شود. در متون بابلی دو گرایش مختلف پزشکی وجود دارد کسانی که دعا درمانی می کنند و کسانی که به درمانهای گیاهی می پردازند . از منظر دعا درمانها علت بروز درد در کمر حلول ارواح خبیثه در کمر و پا می باشد. این نوع از تفکر در شمنها نیز قابل مشاهده است.
پس از آن در یونان دیدگاه دیدگاهی شکل گرفت که برپایه آن بدن انسان از چهار ماده تشکیل شده است. بلغم ، صفرا، سودا و خون، عدم تعادل در این اخلاط و یا عدم شکل گیری مناسب ایشان محل اصلی بروز اغلب بیماری ها و به تبع آن کمردرد قلمداد شد. در طب ایرانی نیز این بیماری با عنوان عرق النسا مطرح گردید و به معنی ریخته شدن مواد بیماری زا در مسیری با عنوان عرق النسا شناخته شد.

### قرن 18 در اروپا
تئوری خلطهای بیماری زا تا قرن نوزدهم در مورد کمردرد به عنوان تئوری اصلی پذیرفته شده بود. بطور مثال در سال 1764 دومنیک کوتانگ ( Dominico Cotugno)   همچنان همان نظر طب اخلاطی درباره این بیماری را به عنوان نظریه مورد اعتماد خود مطرح کرد. او علت درد را تحریک عصب سیاتیک به وسیله اخلاط حاد (Acrid Humours) موجود در خون معرفی کرد.
تست لاسگوی و رابطه بین درد پاها و کمر
در قرن نوزدهم همچنان تئوری ریختن موارد بیماری زا در پاها محور اصلی تشخیص و درمان کمردرد بود  تا اینکه در سال 1858 فیرخو (به انگلیسی: Rudolf Ludwig Karl Virchow) تحول جدی در پاتولوژی به وجود آورده که برای تشریح علل کمردرد به کار گرفته شد. نظریه فیرخو و دانشمندان دیگر در باب تئوری سلولی (cell theory) طلاعات خوبی را در باب تکثیر سلولی فراهم آورد و کار را برای  لاسگوی (به انگلیسی : Charles Lasègue) که توانست ارتباط مستقیم دردهای کمر و التهاب مسیر سیاتیک را معرفی کند [۴]هموار ساخت. پس از تئوری لاسگوی تمرکز تحقیقات بر محوریت آسیب شناسی کمر قرار گرفت. لاسگوی که اولین بار ارتباط بین بیماری های کمر و درد در پاها را مطرح کرده بود بود آزمونی را برای تشخیص این بیماری طرح کرد که همچنان مورد استفاده قرار می گیرد. امروزه این تست به عنوان تست لازک مورد استفاده قرار می گیرد. اما در این دوران هنوز ارتباطی بین تغییر شکل دیسکها و دردهای ارجاعی به پا ها مشخص نشده بود. لاسگوی صرفا متوجه ارتباط بین این دو عضو شده بود.
عصر جراحی و رابطه بین دیسکها و کمردرد
اما درمانهای مبتنی بر جراحی تا زمان ژوزف لیستر (به انگلیسی: Joseph Lister) و فعالیتهایی که در کنترل عفونت در حوزه جراحی ها به وجود آمد  پیشرفتی نداشت. چراکه به دلیل بروز عفونت های پس از جراحی، اقدام برای آن جز به اضطرار صورت نمی پذیرفت. ولی پس از این تحول که ریسک جراحی ها را کاهش می داد  اولین لامینکتومی توسط ویکتور هورسلی (به انگلیسی: Victor Horsley) برای برداشتن تومور ستون فقرات(به انگلیسی: spinal tumor) یک مرد 42 ساله در سال 1887 به انجام رسید.

### قرن بیستم و الگو های اروپایی - امریکایی
اولین برداشتن دیسک بین مهره ای (به انگلیسی: discectomy) زیر نظر فدور کراوس (به انگلیسی: Fedor Krause) در بیمارستان آگوستای برلین (به انگلیسی: Berlin Augusta)  در سال 1908 انجام شدو دیسک بین مهره ای بیمار خارج گردید که نتیجه حاصل از آن یک تحول در حوزه شناخت علل کمر درد به وجود آورد چرا که بعد از دسکوتومی درد بیمار کاهش یافت اما کراوس و اوپینهایم در گزارش خود درباره این نمونه برداری اعلام کرد که تصورشان درباره وجود انکندورم (به انگلیسی: Enchondroma) و بافت سرطانی اشتباه بوده است اما  باید در نظر داشت کرد که این جراحی موجب کاهش درد بیمار گردیده است. این گزارش راه را برای  این تصور که احتمالاً نوعی از تخریب غضروف بین مهره ای موجب بروز بیماری بوده را باز کرد .پس از آن امیل تئودور کوچر(به انگلیسی: Emil Theodor Kocher) که یک زیست‌شناس سویسی و برنده جایزه نوبل فیزیولوژی و پزشکی در سال ۱۹۰۹ بود احتمالاً فشرده شدن نخاع توسط بافت غضروفی دیسک بین مهره ای را به عنوان عامل این بیماری معرفی کرد.این یک تحول بزرگ بود چرا که پیش از آن تصور میشد که بیماری های مختلف مانند آبسه، اندوکندورم و.. منجر به صدماتی میشود که دردهای ارجاعی به عصب سیاتیک را به وجود می اورد. در سال 1934 میکسر(به انگلیسی: mixter)  و بار (به انگلیس: Barr) با کنار هم گذاشتن سه گزاره که پیش از او مطرح شده بود تئوری خود را پایه گذاری کردند، این گزاره ها عبارتند از:
1-  دردهای رادیکلوپاتی منتشره در پا، ریشه در مشکلات ستون فقرات دارد
2-  جراحی های منجر به خارج کردن دیسک بین مهره ای به بهبودنسبی درد بیماران کمک می نماید.
3-   در نمونه برداری ها از دیسکهای تحت جراحی قرار گرفته الزاماً مشکلاتی مانند آبسه کردن و یا بافتهای سرطانی مشاهده نشده است.
آنها استدلال کردند که احتمالاً  تغییرات تخریبی دیسکهای بین مهرهای عامل فشار فیزیکی بر رشته های عصبی و عامل دردهای انتشاری می باشند. در این مدل علت بروز درد بیمار، بیرون زدن دیسک بین مهره ای و فشار بر روی ریشه های اعصابی است که از ان منطقه عبور می کنند . امروزه این تئوری به عنوان اصلی ترین مدل پیشنهادی برای دردهای رادیکلوپاتی می باشد.
دوران بحران در نظریه میکستر و بار
اما تئوری های بار و میکسر دچار چالشهای جدی گردید. اثرگذاری درمانهای غیر جراحی مانند ماساژ، انواع طب سنتی و طب سوزنی بر دردهای رادیکلوپاتی این سوال را مطرح کرده است که روشهایی مانند ماساژ چگونه می تواند بر روی بیرون زدگی دیسک و فشار بر روی عصب تاثیری داشته باشد به عبارت دقیقتر بدون اینکه فتق دیسک (به انگلیسی: hearnation disck) و یا تغییر شکل آن، فشار را از روی عصب برداشته باشد بیمار دردش بهبود یابد. به مرور زمان تجارب بالینی نیز نظریه میکسر- بار را تایید نمی کرد.به همین دلیل یک جریان منتقد نسبت به این تئوری شکل گرفت. در  سال 1953 دکتر اسپلیتاف (به انگلیسی: dr. splithoff)  تحقیقی انجام داد او 9 نقص متفاوت را در کمر و انتهای ستون فقرات بین دو گروه بیمار و افراد سالم تصادفی بررسی کرد و متوجه شد از نظر آماری افراد این دو گروه (دارای نقص و بدون نقص در عکسهای رادیوگرافی) به جز یک مورد هیچ تفاوت معنی داری از نظر درد با یکدیگر ندارند . او در انتها نتیجه گیری کرد که نقص در ساختمان ستون فقرات عموماً عامل کمر درد نیست.بعد از تحقیقات مختلف دکتر رزموف ( به انگلیسی: Hubert Rosomoff ) مقاله ای نوشت که در آن ذکر شده بود که درد سیاتیک احتمالاً متاثر از بیرون زدگی دیسک نیست این روند توسط مقالات مختلف و تحقیقات گوناگون امتداد یافت اما هیچکدام نظریه ای جایگرین مطرح نکردند که چگونه یک فرد علیرغم اینکه دارای تغییر شکل در غضروفهای بین مهره های ستون فقرات خود است، ممکن است که احساس درد نداشته باشد.

همزیستی ستون فقرات با دیسکوپاتی

##### قرن بیست و یکم و گسترش علوم شناختی
با گسترش حوزه نورو ساینس نوع نگاه به درد و نحوه کنترل آن تغییر کرد. این تغیرات موجب شد که راه برای طرح تئوری های جدیدی که کاستی های نظریه میکستر- بار را نداشته باشد در مورد علل بروز کمردرد و درمان آن هموار گردد. یکی از اسین تئوری ها نظریه هم زیستی ستون فقرات با دیسکو پاتی (Spine coexistence with discopathy) بود.  بر مبنای این تئوری ستون فقرات این قابلیت را دارد که با بیرون زدگی و یا تغییر شکل دیسک های بین مهره ای یک همزیستی برقرار نماید و بیمار بدون اینکه الزاما شاهد درمان بیرون زدگی و یا پارگی در دیسک باشد علائم بیماری در او مرتفع گردد . مبنای این تئوری بر پایه علوم شناختی است و نور پلاستی سیتی بنا شده است و بیان می نماید که با توجه به اینکه نورپلاستی سیتی در اعصاب مرکزی ممکن می باشد، این احتمال وجود دارد که نوعی محدود از این فرایند در اعصاب محیطی نیز تحقق یابد و این موضوع توضیح دهنده این باشد که چرا تعداد زیادی از افراد با توجه به اینکه بیرون زدگی دیسک دارند احساس درد نمی‌کنند و یا بیمارانی که توسط روشهای غیر تهاجمی مانند طب سوزنی درمان می شوند، با توجه به اینکه از فشار دیسک بر روی عصب کاسته نمی‌شود، دردهایشان کاهش و یا بهبود می یابد. اگر مکانیزم عمل این فرایند مشخص گردد، می تواند راهی برای توسعه دردمان دردهای رادیکلوپاتی ستون فقرات محسوب گردد.